# Kościół Matki Bożej Różańcowej w Krakowie (ul. Nowosądecka)
Kościół Matki Bożej Różańcowej – parafialny kościół rzymskokatolicki znajdujący się w Krakowie, w dzielnicy XI Podgórze Duchackie przy ul. Nowosądeckiej 41, na osiedlu Piaski Nowe.

## Historia

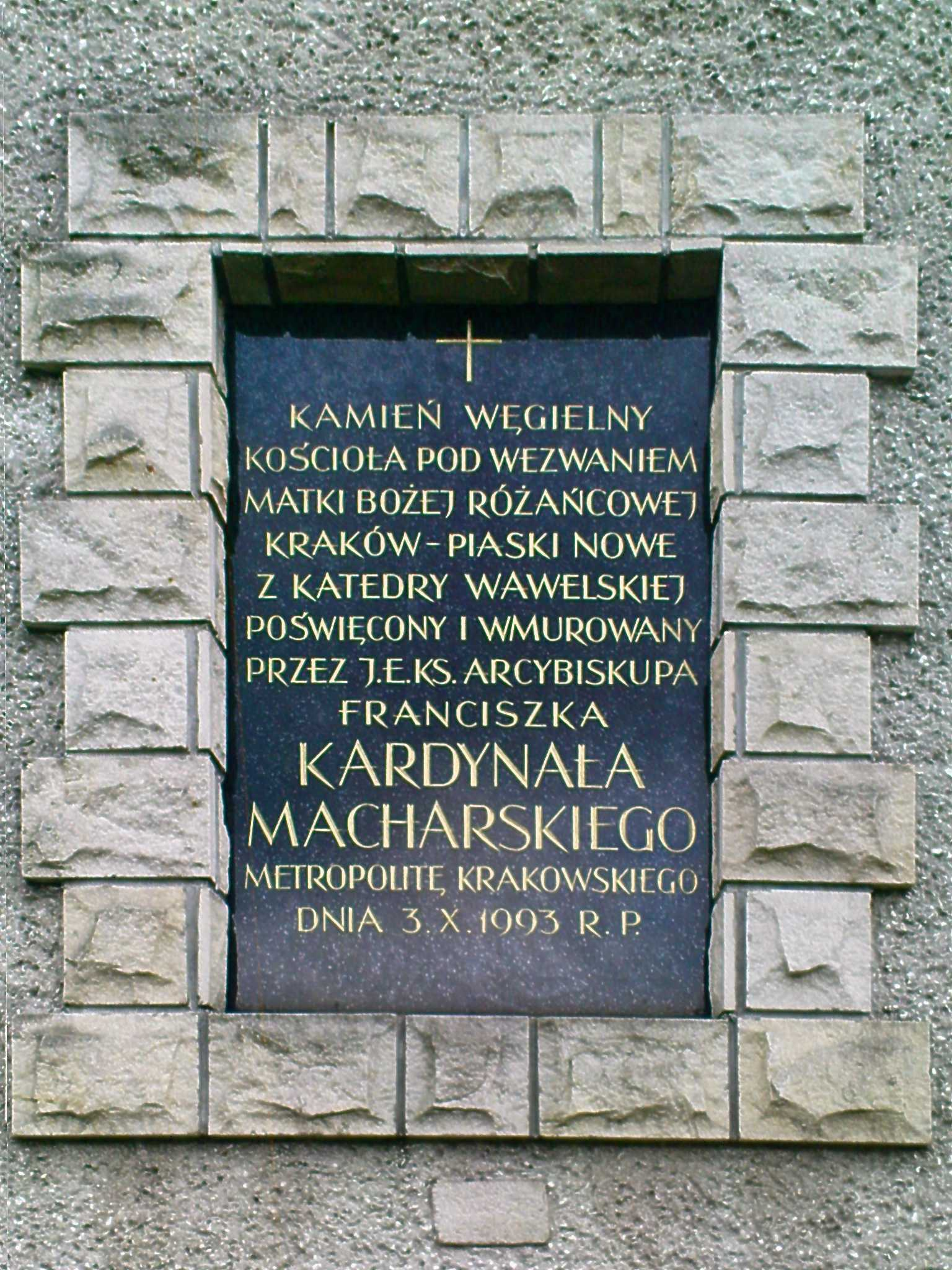
Kamień węgielny kościoła M Różańcowej w Krakowie-Piaskach Nowych

Historia budowy kościoła sięga 1992 r., kiedy tuż po utworzeniu parafii na Piaskach Nowych pojawiły się projekty budowy prawdziwej świątyni parafialnej (wcześniej istniała tylko kaplica). W lecie 1992 r. rozpoczęło się kopanie fundamentów, a 3 października 1993 r., podczas uroczystości odpustowych, kard. Franciszek Macharski poświęcił i wmurował kamień węgielny pod budowę kościoła. W lipcu 1994 r. ukończono wznoszenie murów świątyni i rozpoczęto prace nad budową stropu oraz dachu. W 1996 r. kościół został otynkowany, wyposażony w instalację elektryczną, okna i drzwi. 5 października 1997 r. podczas uroczystego odpustu parafialnego kard. Macharski dokonał poświęcenia nowego kościoła. 23 listopada 2003 r., w święto Chrystusa Króla, miała miejsce oficjalna konsekracja kościoła parafialnego w Krakowie-Piaskach Nowych.

## Źródła
- Historia kościoła na witrynie parafii. [dostęp 2018-10-18].